# Alloxysta fuscipes
Alloxysta fuscipes är en stekelart som först beskrevs av Thomson 1862.  Alloxysta fuscipes ingår i släktet Alloxysta, och familjen glattsteklar. Arten är reproducerande i Sverige.